# Bram Versteegden
Bram Versteegden (Sittard, 21 juni 1999) is een Nederlands handballer die sinds 2022 uitkomt voor Houten.

## Biografie
Versteegden doorliep de jeugdopleiding bij Sittardia en ging hierna naar Limburg Lions. In 2020 verliet hij Limburg Lions en ging voor Initia Hasselt spelen. Na twee seizoenen bij de Belgische club ging hij spelen voor Houten.